# Glicínia Quartin
Glicínia Vieira Quartin GCIH (Lisboa, 19 de dezembro de 1924 — Lisboa, 27 de Abril de 2006) foi uma actriz portuguesa.

## Biografia
Glicínia Vieira Quartin nasceu a 19 de dezembro de 1924, em Lisboa.
Filha do intelectual anarquista António Pinto Quartin, primo sobrinho do Barão de Quartin no Brasil, e de sua mulher a professora e feminista Deolinda Lopes Vieira, nasceu na freguesia da Graça.
Licenciou-se em 1954 em Ciências Biológicas na Faculdade de Ciências da Universidade de Lisboa e trabalhou como bióloga durante 7 anos.
A mesmo tempo que se desenvolvia a carreira científica foi pisando os palcos, estreando-se no teatro em Roberto e Melissandra (1951), no Grupo de Teatro Experimental - Teatro da Rua da Fé (Grupo Experimental da Casa da Comarca de Arganil) No entanto, após a estreia cinematográfica, com Dom Roberto (1962), de Ernesto de Sousa, decidiu dedicar-se profissionalmente às artes de palco e vai frequentar um curso de teatro, tornando-se actriz profissional em 1965, no Teatro Experimental do Porto.
Trabalhou, posteriormente com o Teatro Moderno de Lisboa, Teatro Experimental do Porto, Teatro Experimental de Cascais, Teatro Nacional D. Maria II, Casa da Comédia, Teatro da Cornucópia (1973-2004) e Artistas Unidos, tendo sido dirigida por numerosos encenadores — João Guedes, Carlos Avilez, Luzia Maria Martins, Paulo Renato, Amélia Rey Colaço, Artur Ramos, Armando Cortez, Ricardo Pais, Filipe La Féria, João Mota, Rogério de Carvalho, João Canijo, Fernanda Lapa, Rogério Vieira, Adolfo Gutkin, Vítor Garcia, Luís Miguel Cintra, Jorge Silva Melo, entre outros.
Interpretou autores como Jean Genet, Heiner Müller, Pier Paolo Pasolini, August Strindberg, Botho Strauss, Maxim Gorki, Marguerite Duras, Eça de Queirós, Bernardo Santareno, Raul Brandão, Gil Vicente, Kleist, Samuel Beckett, Edward Albee, Frederico Garcia Lorca, Miguel de Cervantes ou Lope de Vega.
Deu aulas no Conservatório Nacional.
Participou em perto de duas dezenas de filmes como O Crime de Aldeia Velha (1964) de Manuel Guimarães, Passagem ou A Meio Caminho (1980), Agosto (1988) e António, Um Rapaz de Lisboa (2002) de Jorge Silva Melo, Conversa Acabada (1981) de João Botelho, A Caixa (1994) de Manoel de Oliveira, Sinais de Fogo (1995) de Luís Filipe Rocha, A Comédia de Deus (1995) de João César Monteiro ou António, Um Rapaz de Lisboa (2002) de Jorge Silva Melo.
Em televisão, para além de outros trabalhos, participou nas telenovelas Chuva na Areia (1983) e O Jogo (2003).
Por ocasião do seu 80.º aniversário, em 2004 estreia o documentário Conversas com Glicínia, realizado por Jorge Silva Melo.
Glicínia Quartin morreu a 27 de abril de 2006, em Lisboa, com 81 anos.
Era duas vezes prima afastada de Pedro Quartin Graça.

## Televisão
| Ano       | Título                | Ref.  |
| --------- | --------------------- | ----- |
| 1985      | Chuva na Areia        | [ 6 ] |
| 1999/2000 | Todo o Tempo do Mundo |       |
| 2000/2001 | Casa da Saudade       |       |
| 2001      | Segredo de Justiça    |       |
| 2004/2006 | O Jogo                | [ 7 ] |

## Filmografia
| Ano  | Título                            | Ref.  |
| ---- | --------------------------------- | ----- |
| 1962 | Dom Roberto                       | [ 5 ] |
| 1964 | O Crime de Aldeia Velha           | [ 5 ] |
| 1977 | Antes do Adeus                    | [ 5 ] |
| 1978 | Nem Pássaro Nem Peixe             | [ 5 ] |
| 1978 | Histórias Selvagens               | [ 5 ] |
| 1980 | Passagem ou A Meio Caminho        | [ 5 ] |
| 1981 | Conversa Acabada                  | [ 5 ] |
| 1984 | Ninguém Duas Vezes                | [ 5 ] |
| 1987 | O Bobo                            | [ 5 ] |
| 1988 | Agosto                            | [ 5 ] |
| 1989 | O Mistério da Boca do Inferno     | [ 5 ] |
| 1990 | Um Passo, Outro Passo e Depois... | [ 5 ] |
| 1992 | Viuvez Secreta                    | [ 5 ] |
| 1993 | Coitado do Jorge                  | [ 5 ] |
| 1993 | Longe Daqui                       | [ 5 ] |
| 1994 | A Caixa                           | [ 5 ] |
| 1995 | A Comédia de Deus                 | [ 5 ] |
| 1995 | Sinais de Fogo                    | [ 5 ] |
| 1996 | A Fachada                         | [ 5 ] |
| 1997 | Morte Macaca                      | [ 5 ] |
| 1998 | O Que Te Quero                    | [ 5 ] |
| 2000 | No Fotógrafo                      | [ 5 ] |
| 2001 | Um Homem Não É Um Gato            | [ 5 ] |
| 2001 | Querida Mãe                       | [ 5 ] |
| 2002 | António, Um Rapaz de Lisboa       | [ 5 ] |

## Teatro
| Ano  | Título                                                                                    | Companhia                                                                                             | Ref.  |
| ---- | ----------------------------------------------------------------------------------------- | --- | ----- |
| 1951 | Roberto e Melisandrao                                                                     | Grupo de Teatro Experimental - Teatro da Rua da Fé / Grupo Experimental da Casa da Comarca de Arganil | [ 4 ] |
| 1951 | As Lágrimas de Nossa Senhora + Auto de S. Martinho + Quem Tem Farelos? + O Velho Ciumento | Grupo de Teatro Experimental - Teatro da Rua da Fé / Grupo Experimental da Casa da Comarca de Arganil | [ 4 ] |
| 1951 | Crime e Castigo                                                                           | Companhia Rey Colaço-Robles Monteiro                                                                  | [ 4 ] |
| 1953 | L'Aiglon                                                                                  | Teatro Estúdio                                                                                        | [ 4 ] |
| 1954 | O Julgamento de Marsyas                                                                   | | [ 4 ] |
| 1957 | Farsa de Inês Pereira                                                                     | Teatro Experimental de Lisboa                                                                         | [ 4 ] |
| 1957 | Tia Engrácia                                                                              | Círculo de Divulgação do Teatro Português                                                             | [ 4 ] |
| 1958 | O Dia Seguinte                                                                            | Sociedade Guilherme Cossoul                                                                           | [ 4 ] |
| 1958 | Se Amanhã Fosse Hoje                                                                      | | [ 4 ] |
| 1958 | O Dia Seguinte                                                                            | Grupo de Teatro Popular (da Caixa Económica Operária)                                                 | [ 4 ] |
| 1960 | A Dama Tonta                                                                              | Grupo de Teatro Experimental - Teatro da Rua da Fé / Grupo Experimental da Casa da Comarca de Arganil | [ 4 ] |
| 1961 | O Pescador à Linha                                                                        | | [ 4 ] |
| 1964 | Os Burossáurios                                                                           | TEP - Teatro Experimental do Porto                                                                    | [ 4 ] |
| 1964 | A Carta Perdida                                                                           | TEP - Teatro Experimental do Porto                                                                    | [ 4 ] |
| 1965 | O Testamento de Maria Parda + Auto da Feira + Auto da Índia + Auto da Barca do Inferno    | TEP - Teatro Experimental do Porto                                                                    | [ 4 ] |
| 1965 | Ela, Ele e os Complexos                                                                   | TEL - Teatro Estúdio de Lisboa                                                                        | [ 4 ] |
| 1965 | Mesas Separadas                                                                           | TEL - Teatro Estúdio de Lisboa                                                                        | [ 4 ] |
| 1966 | A Casa de Bernarda Alba                                                                   | TEC - Teatro Experimental de Cascais                                                                  | [ 4 ] |
| 1966 | O Mar                                                                                     | TEC - Teatro Experimental de Cascais                                                                  | [ 4 ] |
| 1966 | A Maluquinha de Arroios                                                                   | TEC - Teatro Experimental de Cascais                                                                  | [ 4 ] |
| 1967 | O Camarada Miussov                                                                        | Companhia Rey Colaço-Robles Monteiro                                                                  | [ 4 ] |
| 1967 | Equilíbrio Instável                                                                       | Companhia Rey Colaço-Robles Monteiro                                                                  | [ 4 ] |
| 1968 | Dias Felizes                                                                              | Casa da Comédia                                                                                       | [ 4 ] |
| 1968 | As Três Perfeitas Casadas                                                                 | Companhia Rey Colaço-Robles Monteiro                                                                  | [ 4 ] |
| 1969 | Os Visigodos                                                                              | Companhia Rey Colaço-Robles Monteiro                                                                  | [ 4 ] |
| 1969 | A Esfera Facetada                                                                         | Companhia Rey Colaço-Robles Monteiro                                                                  | [ 4 ] |
| 1969 | O Pecado de João Agonia                                                                   | Companhia Rey Colaço-Robles Monteiro                                                                  | [ 4 ] |
| 1970 | A Celestina                                                                               | Companhia Rey Colaço-Robles Monteiro                                                                  | [ 4 ] |
| 1970 | O Processo de Kafka                                                                       | G.A.T. - Grupo de Acção Teatral                                                                       | [ 4 ] |
| 1970 | Sexta-feira, Quatro e um Quarto                                                           | G.A.T. - Grupo de Acção Teatral                                                                       | [ 4 ] |
| 1970 | Emílio e os Detectives                                                                    | Teatro do Jovem Espectador - TEJE                                                                     | [ 4 ] |
| 1971 | A Capital                                                                                 | G.A.T. - Grupo de Acção Teatral                                                                       | [ 4 ] |
| 1971 | O Circo Imaginário do Super-Basílio                                                       | Teatro Laboratório de Lisboa - Os Bonecreiros, Teatro do Jovem Espectador - TEJE                      | [ 4 ] |
| 1972 | A Grande Cegada dos Touros, Mulheres e Fado                                               | Teatro Laboratório de Lisboa - Os Bonecreiros                                                         | [ 4 ] |
| 1972 | As Criadas                                                                                | TEC - Teatro Experimental de Cascais                                                                  | [ 4 ] |
| 1973 | O Misantropo ou o Atrabiliário Apaixonado                                                 | Teatro da Cornucópia                                                                                  | [ 4 ] |
| 1974 | O Terror e a Miséria no III Reich                                                         | Teatro da Cornucópia                                                                                  | [ 4 ] |
| 1975 | Pequenos Burgueses                                                                        | Teatro da Cornucópia                                                                                  | [ 4 ] |
| 1976 | Ah Q                                                                                      | Teatro da Cornucópia                                                                                  | [ 4 ] |
| 1976 | As Músicas Mágicas                                                                        | Teatro da Cornucópia                                                                                  | [ 4 ] |
| 1977 | Casimiro e Carolina: Sete Cenas de Amor, Prazer e Dor Neste Nosso Mau Tempo               | Teatro da Cornucópia                                                                                  | [ 4 ] |
| 1978 | Saudades (Um Hetero-cabaret-ero-satírico)                                                 | «Juventude Musical Portuguesa», «Casa da Comédia»                                                     | [ 4 ] |
| 1978 | Jesus Cristo em Lisboa                                                                    | Teatro Popular - Companhia Nacional 1                                                                 | [ 4 ] |
| 1978 | Ninguém - Frei Luís de Sousa                                                              | Os Cómicos                                                                                            | [ 4 ] |
| 1981 | Casamento Branco                                                                          | Teatro Popular - Companhia Nacional 1                                                                 | [ 4 ] |
| 1982 | Dias Felizes                                                                              | «Centro Bernardo Santareno», «Casa da Comédia»                                                        | [ 4 ] |
| 1982 | Ser Poeta - Obra ou Vida de Florbela Espanca                                              | Teatro à Beira da Estrada                                                                             | [ 4 ] |
| 1984 | Venham Ver a Festa do Sol                                                                 | | [ 4 ] |
| 1984 | Abel, Abel                                                                                | | [ 4 ] |
| 1984 | Magdalena Lê uma Carta                                                                    | | [ 4 ] |
| 1985 | Savannah Bay                                                                              | Casa da Comédia                                                                                       | [ 4 ] |
| 1986 | A Bela Portuguesa                                                                         | Casa da Comédia                                                                                       | [ 4 ] |
| 1986 | Pai Teatro da Cornucópia                                                                  | | [ 4 ] |
| 1987 | Electra ou A queda das Máscaras                                                           | Casa da Comédia                                                                                       | [ 4 ] |
| 1987 | À Procura do Presente                                                                     | «Fundação Calouste Gulbenkian - Serviço de Belas-Artes»                                               | [ 4 ] |
| 1988 | Material Medeia e Quarteto                                                                | «Serviço de Animação, Criação Artística e Educação pela Arte Fundação Calouste Gulbenkian»            | [ 4 ] |
| 1988 | Final                                                                                     | Companhia Teatral do Chiado                                                                           | [ 4 ] |
| 1990 | Teatro, Doce Teatro                                                                       | Casa da Comédia                                                                                       | [ 4 ] |
| 1991 | Inverno de 45 / Sit Venia Verbo                                                           | | [ 4 ] |
| 1993 | Primavera Negra                                                                           | Teatro da Cornucópia                                                                                  | [ 4 ] |
| 1993 | Sete Portas                                                                               | Teatro da Cornucópia                                                                                  | [ 4 ] |
| 1994 | O Triunfo do Inverno                                                                      | Teatro da Cornucópia                                                                                  | [ 4 ] |
| 1995 | Rosa, Minha Querida Rosa                                                                  | | [ 4 ] |
| 1996 | O Fim ou Tende Misericórdia de Nós                                                        | AU - Artistas Unidos                                                                                  | [ 4 ] |
| 1996 | Barba Azul                                                                                | Teatro da Cornucópia                                                                                  | [ 4 ] |
| 1998 | Um Sonho                                                                                  | Teatro da Cornucópia                                                                                  | [ 4 ] |
| 1999 | Desbarato e o que É Feito de Betty Lemon?                                                 | | [ 4 ] |
| 1999 | Mainstream                                                                                | Pogo Teatro                                                                                           | [ 4 ] |
| 1999 | Afabulação                                                                                | Teatro da Cornucópia                                                                                  | [ 4 ] |
| 2001 | O Novo Menoza ou a História do Príncipe Tandi de Cumba                                    | Teatro da Cornucópia                                                                                  | [ 4 ] |
| 2002 | O Colar                                                                                   | Teatro da Cornucópia                                                                                  | [ 4 ] |
| 2003 | Anatomia Tito, Fall of Rome, um Comentário de Shakespeare                                 | Teatro da Cornucópia                                                                                  | [ 4 ] |
| 2004 | Não Posso Adiar o Coração                                                                 | AU - Artistas Unidos                                                                                  | [ 4 ] |
| 2004 | Terrorismo                                                                                | AU - Artistas Unidos                                                                                  | [ 4 ] |
| 2004 | A Família Schroffenstein                                                                  | Teatro da Cornucópia                                                                                  | [ 4 ] |

## Prémios e distinções
- [carece de fontes?]
- Glicínia Quartin recebeu o Prémio da Imprensa (1966), ou Prémio Bordalo, como "Actriz Revelação" na categoria "Teatro". Na cerimónia realizada em 4 de Março de 1967, no  Pavilhão dos Desportos, a Casa da Imprensa distinguiu ainda na mesma categoria os actores Eunice Muñoz e Jacinto Ramos e o encenador Carlos Avilez.[13]
- Pela sua prestação em Dias Felizes, de Samuel Beckett é atribuído a Glicínia Quartin o Prémio Lucinda Simões (1968) pelo Secretaria de Estado da Informação e Turismo (SEIT) para "melhor intérprete feminino de teatro declamado".[14]
- Pelo seu trabalho em As Criadas, Glicínia Quartin partilhou (o seu segundo) o  Prémio Bordalo (1972), ou Prémio da Imprensa, com as atrizes Eunice Muñoz e Lurdes Norberto como "Melhores Intérpretes" na categoria "Teatro". Na mesma ocasião também foram distinguidos o autor Romeu Correia por Roberta, e as peças As Criadas encenada por Vítor Garcia (Melhor Espectáculo do Ano), Feliciano e as Batatas (Melhor Espectáculo  Juvenil ou Infantil), Vida do Grande D. Quixote de la Mancha e do Gordo Sancho Pança (Melhor Espectáculo de Teatro Amador) e, excepcionalmente, O Fim da Macacada (Melhor Espectáculo de Revista).
- Em 2004 foi feita Grã-Cruz da Ordem do Infante D. Henrique, a 12 de Dezembro[1][1]
- Desde 2012 a atriz é recordada na toponímia da cidade de Lisboa com a "Avenida Glicínia Quartin", localizada na freguesia da Ameixoeira, junto à Casa da Cultura[15]
- Em forma de homenagem, uma placa com o nome de Glicínia Quartin encontra-se afixada no Salão Nobre do Teatro Nacional D. Maria II, junto com nomes como Fernanda Borsatti, Glória de Matos, Maria do Céu Guerra ou Raquel Maria.[16]